# Сретенка (Самарська область)
Сретенка (рос. Сретенка) — присілок в Безенчуцькому районі Самарської області Російської Федерації.
Населення становить 31 особу. Входить до складу муніципального утворення сільське поселення Звізда.

## Історія
Населений пункт розташований у межах українського етнічного та культурного краю Жовтий Клин.
Від 2005 року входило до складу муніципального утворення сільське поселення Звізда.

## Населення
| 2010 | 2012 | 2013 | 2014 | 2015 | 2016 |
| ---- | ---- | ---- | ---- | ---- | ---- |
| 24   | ↗40  | ↘34  | ↗35  | ↗40  | ↘31  |